# Дзётоку
Дзётоку или  Сётоку (яп. 承徳 дзё:току, сё:току) — девиз правления (нэнго) японского императора Хорикавы, использовавшийся с 1097 по 1099 год .

## Продолжительность
Начало и конец эры:
- 21-й день 11-й луны 2-го года Эйтё (по юлианскому календарю — 27 декабря 1097);
- 28-й день 8-й луны 3-го года Дзётоку (по юлианскому календарю — 15 сентября 1099).

## Происхождение
Название нэнго было заимствовано из классического древнекитайского сочинения Книга Перемен:「幹父之蠱、用誉承以徳也」.

## События
- 1097 год (1-я луна 1-го года Дзётоку) — дайнагон Минамото-но Цунэнобу скончался в возрасте 82 лет[6];
- 1097 год (4-я луна 1-го года Дзётоку) — император посетил храм в столичном районе Гион[6];
- 1097 год (10-я луна 1-го года Дзётоку) — император посетил дом кампаку Фудзивары-но Моромити[6].

## Сравнительная таблица
Ниже представлена таблица соответствия японского традиционного и европейского летосчисления. В скобках к номеру года японской эры указано название соответствующего года из 60-летнего цикла китайской системы гань-чжи. Японские месяцы традиционно названы лунами.
| 1-й год Дзётоку (Огненный Бык)    | 1-я луна       | 1-я луна (високосная) | 2-я луна* | 3-я луна* | 4-я луна  | 5-я луна* | 6-я луна* | 7-я луна   | 8-я луна*   | 9-я луна               | 10-я луна | 11-я луна  | 12-я луна*     |
| --------------------------------- | -------------- | --------------------- | --------- | --------- | --------- | --------- | --------- | ---------- | ----------- | ---------------------- | --------- | ---------- | -------------- |
| Юлианский календарь               | 16 января 1097 | 15 февраля            | 17 марта  | 15 апреля | 14 мая    | 13 июня   | 12 июля   | 10 августа | 9 сентября  | 8 октября              | 7 ноября  | 7 декабря  | 6 января 1098  |
| 2-й год Дзётоку (Земляной Тигр)   | 1-я луна       | 2-я луна              | 3-я луна* | 4-я луна* | 5-я луна  | 6-я луна* | 7-я луна* | 8-я луна   | 9-я луна*   | 10-я луна              | 11-я луна | 12-я луна* |                |
| Юлианский календарь               | 4 февраля 1098 | 6 марта               | 5 апреля  | 4 мая     | 2 июня    | 2 июля    | 31 июля   | 29 августа | 28 сентября | 27 октября             | 26 ноября | 26 декабря |                |
| 3-й год Дзётоку (Земляной Кролик) | 1-я луна       | 2-я луна              | 3-я луна* | 4-я луна  | 5-я луна* | 6-я луна  | 7-я луна* | 8-я луна*  | 9-я луна    | 9-я луна* (високосная) | 10-я луна | 11-я луна* | 12-я луна      |
| Юлианский календарь               | 24 января 1099 | 23 февраля            | 25 марта  | 23 апреля | 23 мая    | 21 июня   | 21 июля   | 19 августа | 17 сентября | 17 октября             | 15 ноября | 15 декабря | 13 января 1100 |

* звёздочкой отмечены короткие месяцы (луны) продолжительностью 29 дней. Остальные месяцы длятся 30 дней.